# Фракция ЛДПР в Государственной думе V созыва
Фракция ЛДПР в Государственной думе пятого созыва — депутатское объединение Либерально-демократической партии России в Госдуме пятого созыва (с 2007).
Состав Госдумы 5 созыва формировался по партийным спискам. На выборах в Думу ЛДПР получила 8,14 % голосов избирателей, что дало ей право на 40 депутатских мандатов.
Руководитель фракции — И. В. Лебедев (сын В. В. Жириновского). Первый заместитель руководителя фракции — М. С. Рохмистров.

## Деятельность
28 мая 2009 года представители фракции провели встречу с президентом России Дмитрием Медведевым.

## Список депутатов
1. Абельцев, Сергей Николаевич
2. Афанасьева, Елена Владимировна
3. Ветров, Константин Владимирович
4. Воложинская, Татьяна Львовна
5. Волчек, Денис Геннадьевич
6. Гасанов, Джамаладин Набиевич
7. Горькова, Ирина Петровна
8. Давитиашвили, Денис Александрович
9. Дубровская, Татьяна Борисовна
10. Егиазарян, Ашот Геворкович
11. Жириновский, Владимир Вольфович
12. Журко, Василий Васильевич
13. Заварницин, Алексей Юрьевич
14. Иванов, Сергей Владимирович
15. Коган, Юрий Владимирович
16. Колесников, Олег Алексеевич
17. Луговой, Андрей Константинович
18. Маркин, Эдуард Витальевич
19. Мусатов, Михаил Иванович
20. Напсо, Юрий Аисович
21. Овсянников, Владимир Анатольевич
  1. Лебедев, Андрей Ярославович
22. Островский, Алексей Владимирович
23. Питкевич, Михаил Юрьевич
24. Рожков, Игорь Анатольевич
25. Саркисян, Аркадий Рафикович
26. Свистунов, Аркадий Николаевич
27. Свищёв, Дмитрий Александрович
28. Селезнёв, Валерий Сергеевич
29. Семёнов, Владимир Владиславович
30. Слуцкий, Леонид Эдуардович
31. Тараканов, Павел Владимирович
32. Таскаев, Владимир Павлович
33. Тепляков, Евгений Нодариевич
34. Фургал, Сергей Иванович
35. Хесин, Михаил Яковлевич
36. Черкасов, Кирилл Игоревич
37. Шайхутдинов, Рифат Габдулхакович
38. Власов, Василий Максимович